# Poecilonota
Poecilonota es un género de escarabajos de la familia Buprestidae.

## Especies
- Poecilonota bridwelli Van Dyke, 1918
- Poecilonota californica Chamberlin, 1922
- Poecilonota cyanipes (Say, 1823)
- Poecilonota ferrea (Melsheimer, 1845)
- Poecilonota fraseri Chamberlin, 1922
- Poecilonota montana Chamberlin, 1922
- Poecilonota plebeja (Fabricius, 1777)
- Poecilonota salixi Chamberlin, 1925
- Poecilonota semenovi Obenberger, 1934
- Poecilonota thureura (Say, 1832)
- Poecilonota variolosa (Paykull, 1799)
- Poecilonota viridicyanea Nelson, 1997